# The Matrix (álbum)
The Matrix é o álbum de estreia da auto-intitulada banda The Matrix, com vocais de Katy Perry e Adam Longlands, lançado no iTunes em 27 de Janeiro de 2009.

## Informações sobre o álbum
O álbum foi gravado em 2004, quando Perry tinha 19 anos de idade. A banda gravou um video clipe para a música "Broken" para ajudar a promover o álbum. O video não foi estrelado somente por Katy Perry e Longlands, mas pela banda toda.
Em outubro de 2004 a Blender Magazine, nomeou Katy Perry como "The Next Big Thing!" (A próxima coisa grande!) The Matrix decidiu cancelar o lançamento semanas antes da venda.
Em 2009, depois do sucesso do álbum de estréia de Katy Perry One of the Boys, The Matrix decidiu lançar o álbum com o selo de Let's Hear It Records.
Ashley Tisdale regravou "Love Is Train" para seu segundo álbum Guilty Pleasure, com o nome de "Time's Up", um bônus para o álbum.

## Lista de faixas
1. "You Miss Me" (feat. Katy Perry e Adam Longlands)
2. "Broken" (feat. Katy Perry e Adam Longlands)
3. "Damn" (feat. Katy Perry)
4. "Take a Walk" (feat. Adam Longlands e Katy Perry)
5. "Just a Song" (feat. Katy Perry)
6. "I Love You" (feat. Adam Longlands)
7. "Live Before I Die" (feat. Adam Longlands)
8. "Would You Care" (feat. Katy Perry)
9. "Seen That Done That" (feat. Adam Longlands e Katy Perry)
10. "Stay With Me" (feat. Adam Longlands e Katy Perry)

Outras músicas gravadas
- "Attention"
- "Do You Miss Me"
- "Love is Train"
- "T-Shirt"